# (1223) Neckar
(1223) Neckar – planetoida z pasa głównego asteroid okrążająca Słońce w ciągu 4 lat i 317 dni w średniej odległości 2,87 au. Została odkryta 6 października 1931 roku w Landessternwarte Heidelberg-Königstuhl w Heidelbergu przez Karla Reinmutha. Należy do rodziny planetoidy Koronis. Nazwa planetoidy pochodzi od niemieckiej rzeki Neckar przepływającej przez Heidelberg. Przed nadaniem nazwy planetoida nosiła oznaczenie tymczasowe (1223) 1931 TG.